# Caecina Paetus
Aulus Caecina Paetus est un personnage de la Rome antique condamné à mort en 42 pour avoir participé à une rébellion contre l'empereur Claude. Comme il hésitait à se tuer, son épouse Arria lui arracha le couteau et s'ouvrit les veines avant de le lui rendre en disant : Non dolet, Paete ! (« Cela ne fait pas mal, Paetus »).

## Biographie
Il est consul suffect de septembre à décembre 37 avec Caius Caninius Rebilus comme collègue.

## Famille
Il a pour femme Arria avec qui il a eu plusieurs enfants dont deux survivent à l'âge adulte : Caius Laecanius Bassus Caecina Paetus, consul suffect en 70, qui a été adopté par Caius Laecanius Bassus, et Caecina Arria, femme de Publius Clodius Thrasea Paetus.
Il est peut-être le grand-père de l'historien Tacite.

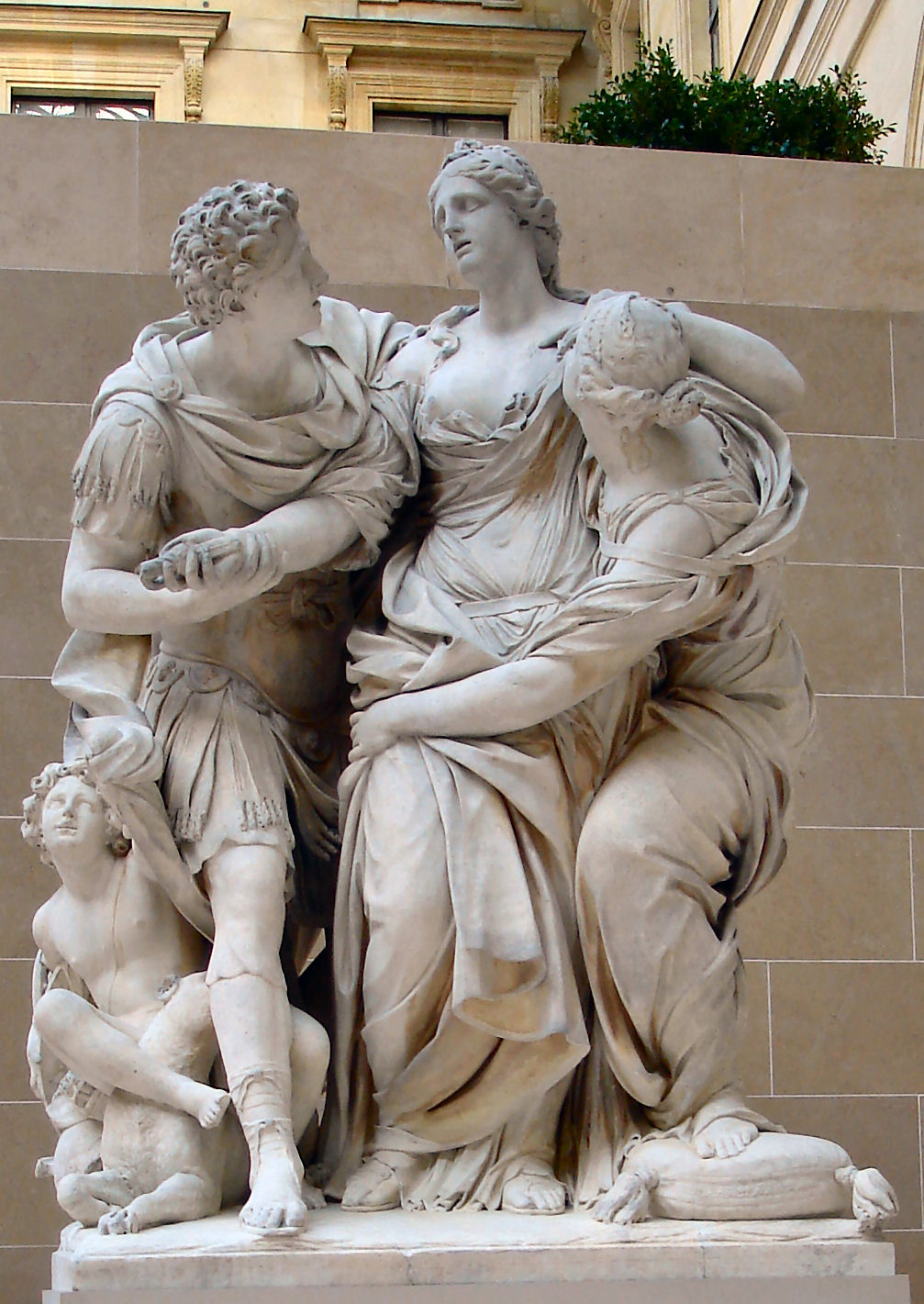
Arria et Paetus, sculpture de Lepautre et Théodon, Musée du Louvre.

## Référence
- Pline le Jeune, Correspondance, III, xvi, 6.